# Józef Hecht
Pour les articles homonymes, voir Hecht.
Józef Moïse Hecht (né à Łódź en Pologne le 14 décembre 1891 et mort à Paris le 19 juin 1951) est un peintre et graveur polonais ayant passé la plus grande partie de sa vie professionnelle en France.

## Biographie
Józef Hecht naît à Łódź le 14 décembre 1891 dans une famille de la moyenne bourgeoisie juive polonaise. Il est le fils de Nuchem Hechtet Liba Kaufman et de Samuel Hecht. 
À 18 ans, soutenu par sa mère, il part étudier à l'Académie des beaux-arts de Cracovie entre 1909 et 1914. Il est à Berlin lors la déclaration de la Première Guerre mondiale mais réussit à se rendre en Norvège où il vit jusqu'en 1919 avant de s'installer à Paris, dans le quartier du Montparnasse en 1920 ; son atelier se situe au 14, cité Falguière, dans le 15e arrondissement de Paris. 
Il expose au Salon d'automne et au Salon des indépendants, aux États-Unis, en Angleterre et en Allemagne. Il est le maître de gravure de Stanley William Hayter, dont le futur Atelier 17 prit naissance chez Hecht.[réf. nécessaire]
En 1928, il est avec Yves Alix, Amédée de La Patellière et Robert Lotiron, cofondateur de La Jeune Gravure contemporaine.
Deux de ses tableaux sont récompensés d'une médaille d'or à l'exposition universelle de 1937.
En 1940, il est présenté à Philippe Pétain, chef de l'État français par son protecteur, Jean de Lattre de Tassigny, alors le plus jeune général de France. Il passe la Seconde Guerre mondiale en Savoie, près de la frontière italo-suisse.
Après le décès de sa première femme Ingrid Sofia Morssing, il épouse en secondes noces une jeune artiste peintre et sculptrice suédoise, Danna Ellen Petrea Bildh. Sous l'influence de sa nouvelle épouse, Hecht réalise quelques sculptures en bronze de petit format.
Józef Hecht meurt subitement à son domicile de la cité Falguière, le 19 juin 1951, à l'âge de 59 ans.

## Œuvre

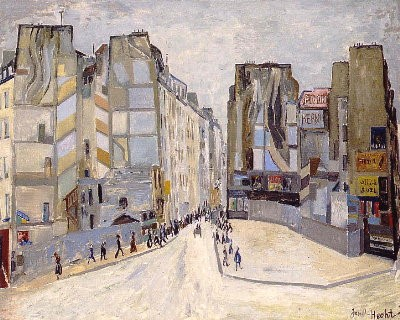
Rue de Noisy, tableau.

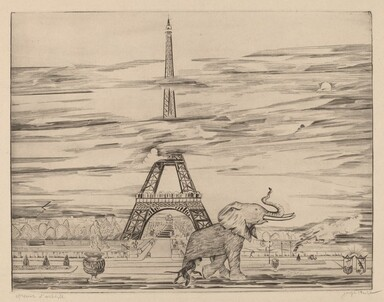
Tour Eiffel (1933), gravure.

Józef Hecht représente principalement des paysages et des animaux. 
Il a composé environ 350 compositions gravées. Au début de sa carrière, il a pratiqué la pointe sèche avant de privilégier le burin et l'eau-forte. Après la guerre, il met au point une nouvelle méthode de gravure originale inspirée du gaufrage consistant à découper des silhouettes dans le cuivre : l'estampage. Il a réalisé environ 50 estampes de ce type. Hecht maitrisait toutes les étapes de la fabrication de la gravure : sélection du papier, fabrication de l'encre, gravure et tirage. 
L'État lui a commandé un carton de tapisserie exécuté par la Manufacture des Gobelins. 
Liste de l'œuvre gravé : 
- Une gravure en collaboration avec Hayter : La Noyée (1946).
- L'Arche de Noé, exposée à la Galerie Le Nouvel Essor par Auguste Jacquart ;
- Suite libre de 10 estampes au burin figurant des vues de Paris, 1933.

Il a également illustré plusieurs ouvrages : 
- Blaise Cendrars, L'Eubage aux antipodes de l'unité, Au Sans pareil, Paris, 1926, 5 burins hors-texte.
- Préface de Gustave Kahn, texte de la Bible en hébreu et français, L'Arche de Noé, Aux Dépens de l'artiste, Paris, 1926, suite libre de 6 burins gravés et tirés par l'artiste sur papier de Montval.

## Conservation
- Canada
  - Musée des beaux-arts du Canada, Ottawa[3]
- États-Unis
  - Art Institute of Chicago, Chicago[4]
  - Museum of Modern Art, New York[5]
  - National Gallery of Art, Washington[6]
- France
  - Bibliothèque nationale de France, Paris[7]
- Israël
  - Université de Haïfa, Haïfa
    - peinture offerte par le collectionneur Oscar Ghez tirée de la collection de son musée du Petit Palais de Genève en 1978
- Royaume-Uni
  - Ben Uri Gallery & Museum (en), Londres[8]
  - Royal Academy of Arts, Londres[9]